# Аранин, Роман Анатольевич
Рома́н Анато́льевич Ара́нин (род. 1 июля 1970, поселок Сенной, Саратовская область) — российский изобретатель, генеральный директор компании Observer, которая производит и ремонтирует реабилитационную технику для инвалидов. Руководитель калининградской общественной организации инвалидов «Ковчег». За любовь к летательным аппаратам получил прозвище «человек-самолёт».

## Биография
Роман Аранин родился в 1970 году в семье военного лётчика.
Окончил Харьковское военное авиационное училище лётчиков им. С. И. Грицевца. Служил военным лётчиком в Алма-Ате.

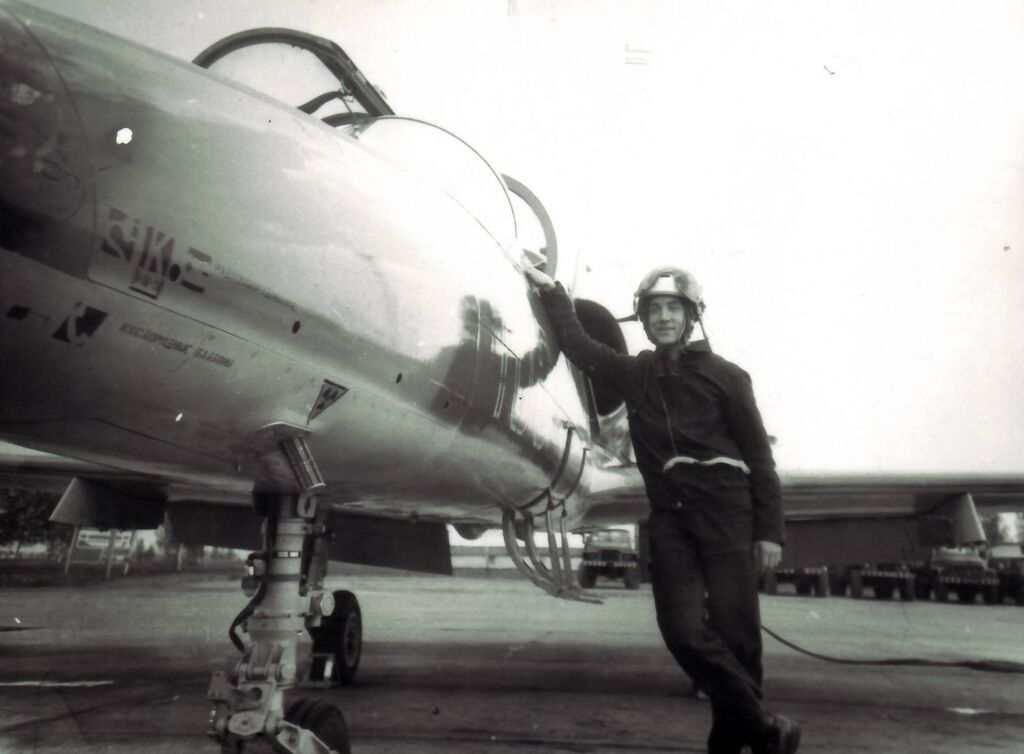

В 1997 году вместе с семьёй переехал в Калининград. Занимался бизнесом (первая фирма Аранина продавала сантехнику и обои).
В 2004 году получил серьёзную травму позвоночника, упав в полёте с 30-метровой высоты: падение произошло из-за неисправностей купола параплана. Более месяца провел в реанимации. Оказался полностью парализованным. Полгода двигал только глазами и мышцами лица. Через несколько лет смог добиться значительных улучшений в здоровье, благодаря занятиям оздоровительной физкультурой, однако управление движением рук и пальцев так и не было восстановлено.
После аварии Аранину потребовалась инвалидная коляска. Вместе с инженером Борисом Ефимовым разработал модель коляски-вездехода. Первая такая коляска была изготовлена на тайваньском заводе. Позднее на основе этой разработки Аранин начал предпринимательскую деятельность.

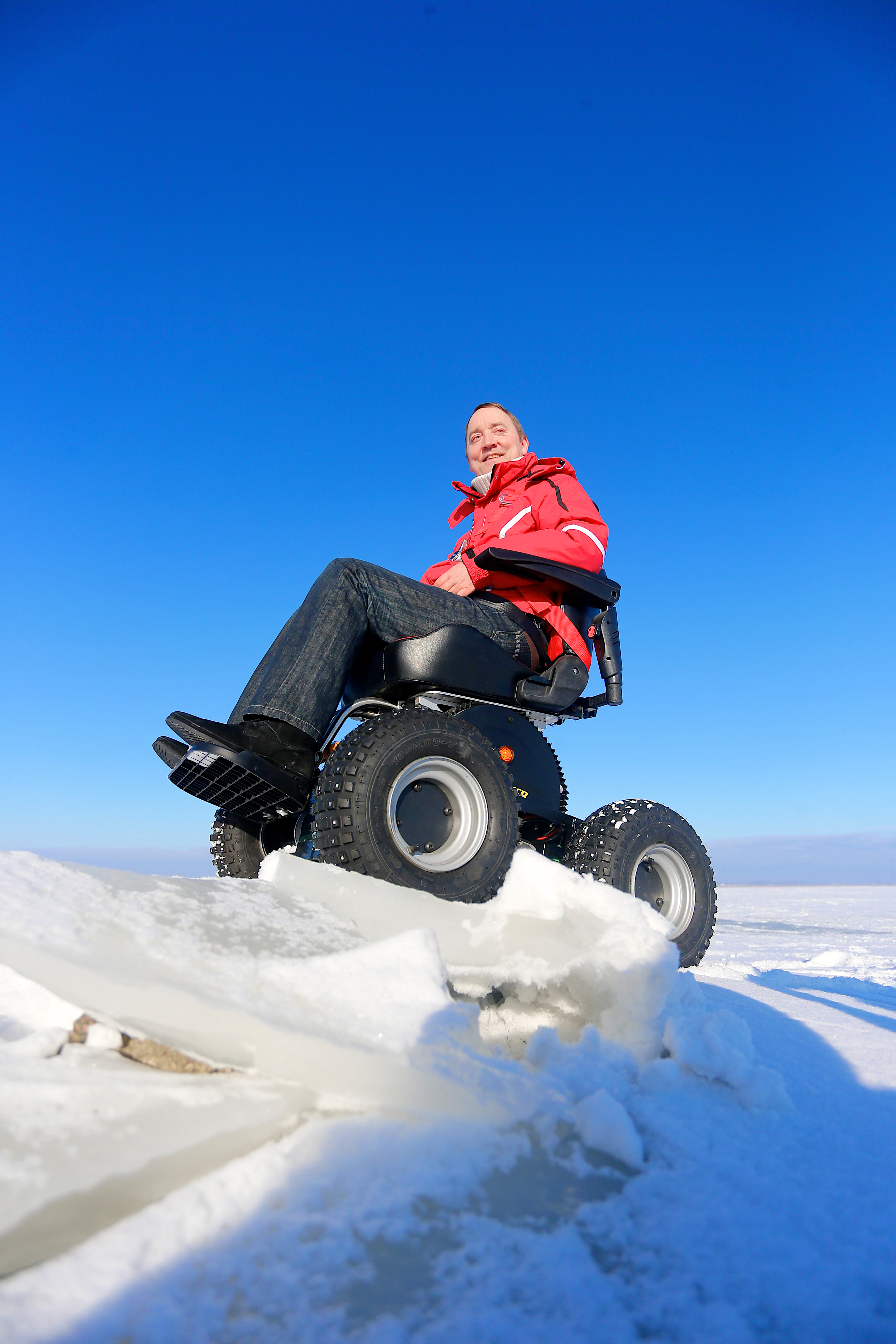
Роман Аранин и «коляска-вездеход»

В 2010 году создал компанию Observer и стал изготавливать коляски для продажи. Покупатели на первые десять колясок нашлись ещё до того, как готовые изделия пришли в Россию (их сборкой по-прежнему занимались в Азии). Также компания приступила к продаже тренажёров, специальных плавающих колясок, колясок со встроенным гусеничным ходом и других изделий для людей с ограниченными возможностями.

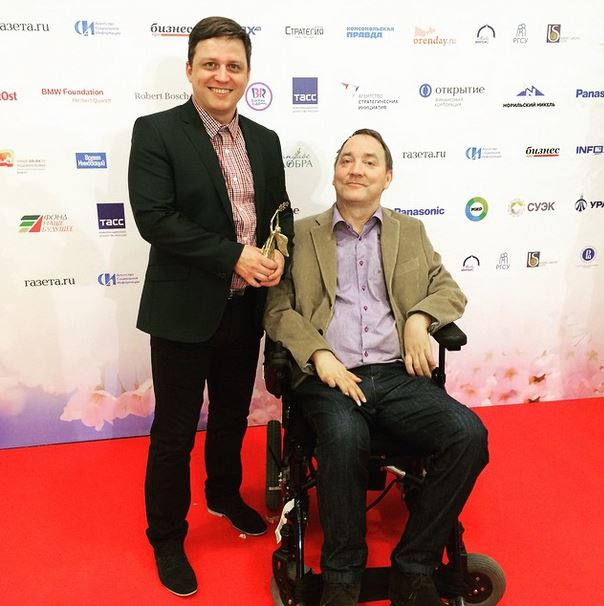
Премия «Импульс добра», 2015 год

В 2012 году оборот компании превысил 20 миллионов рублей. В том же году Аранин получил главную премию журнала «Генеральный директор». По результатам конкурса (в нем участвовали более 3000 предпринимателей) ему вручили премию в размере 3 миллионов рублей.
В 2013 году стал финалистом всероссийского конкурса «Бизнес-успех-2013».
В 2014 стал одним из победителей российского конкурса «Социальный предприниматель».
В 2012 году Аранин, совместно со Светланой Нигматуллиной, Татьяной Анашенко, Дмитрием Андреевым и Александром Васениным создал общественную организацию инвалидов «Ковчег», которую возглавляет и по сей день. Входил в состав Общественного совета при главе городского округа "Город Калининград" в течение первых двух созывов (с 2012 по 2021 гг.) .
Предприниматель организовывал в Калининграде трёхдневные курсы для архитекторов по проблемам создания безбарьерной среды. Но курсы закончились провалом. Местные архитекторы проигнорировали инициативу Аранина.

## Observer
За несколько лет со дня создания предприятие Романа Аранина значительно разрослось. Технические устройства от компании (большей частью по линии дистрибуции, частично — собственные изобретения) появились в аэропортах Екатеринбурга, Челябинска, Южно-Сахалинска, Владивостока, Оренбурга и других городах. В некоторых регионах предприниматель открыл мастерские по ремонту инвалидных колясок. 

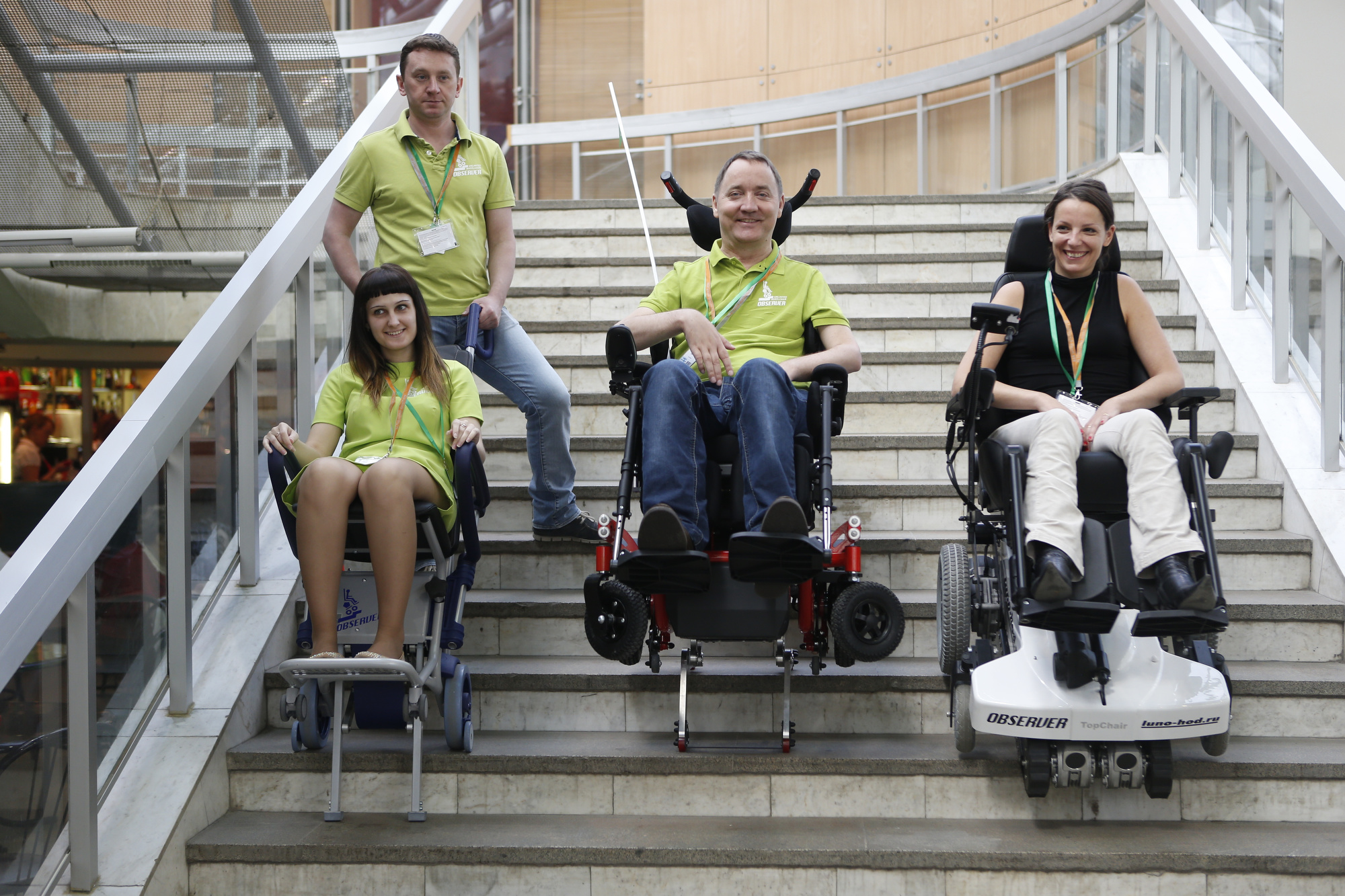

По некоторым данным, компания Observer впервые в России стала заниматься ремонтом джойстиков электроколясок. Кроме того, изделия компании были размещены на нескольких общественных пляжах в Зеленоградске и Пионерске — оборудованные для инвалидов раздевалки и шезлонги.
С 2014 года предприятие пытается наладить производство отечественных ступенькоходов. Это уникальная для российского рынка продукция.
По состоянию на 2015 год на предприятии работали несколько десятков человек, в том числе люди с ограниченными возможностями. Изделиями фирмы пользовались в разных странах — Литве, Новой Зеландии, Аргентине, Германии, Польше и других.
Одно из главных достижений компании — внедрение лифта-платформы в Музее янтаря. Так как музей располагается в историческом здании и нельзя по закону в нём ничего перестраивать, лифт «воткнули» в винтовую лестницу.
В 2019 году недалеко от Калининграда было начато строительство фабрики по производству инвалидных колясок для ООО «Фабрика Обсервер». Финансирование осуществляется из бюджета правительства Калининградской области и гранта Евросоюза. Открытие фабрики запланировано на 1 июля 2020 года.

## Коляски Аранина

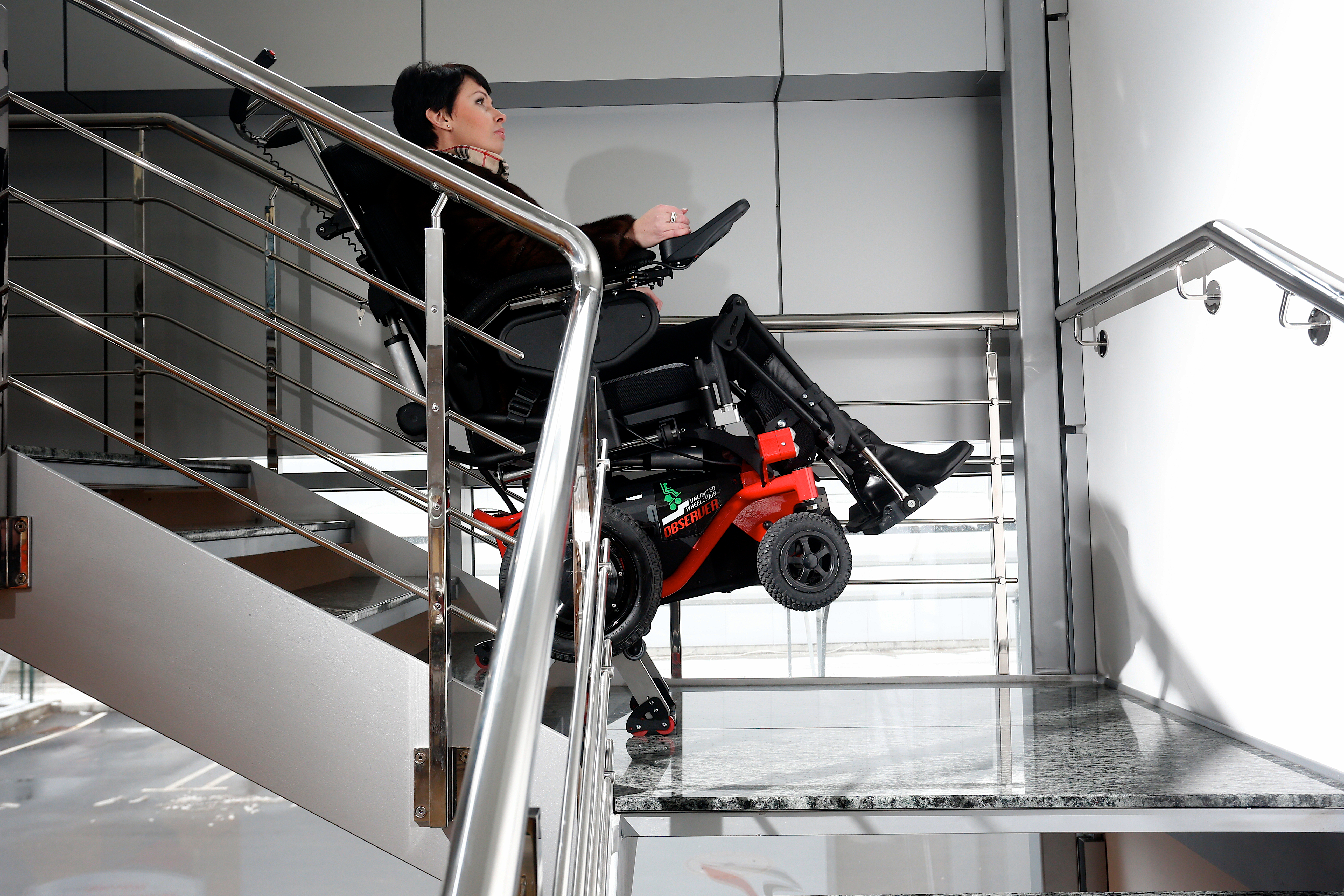

В разработанных Романом Араниным и Борисом Ефимовым инвалидных электроколясках есть встроенный гироскоп, который смещает центр тяжести при подъемах и спусках. Это позволяет добиться того, чтобы сидящий в них человек не падал. Коляски отличаются высокой проходимостью — на них можно взбираться по ступеням (они оборудованы ступенькоходами), ехать по песку и по пересеченной местности. Максимальная скорость ряда моделей может достигать 20 километров в час. Управляются руками или же с помощью дыхания, через трубочку во рту, можно управлять и другими частями тела.
По словам самого Аранина, его бизнес сильно зависит от государства, которое выделяет инвалидам средства для покупки коляски. При активной поддержке государства — продажи возрастают.

## Отзывы и критика деятельности
Руководитель службы человеческих ресурсов банка «Уралсиб» Мария Афонина назвала деятельность Романа Аранина одновременно социальным предпринимательством и борьбой за право жить как обычные люди.
Журналист телеканала «ОТР» в одном из репортажей сравнила коляску Аранина с хорошим квадроциклом, только для инвалидов.
Стоить коляски компании Аранина могут несколько сотен тысяч рублей. Самая дорогая из них стоит около 700 тысяч рублей. В то время как электроколяски других производителей в России можно приобрести в несколько раз дешевле.
Не подходит коляска и для людей с индивидуальными потребностями. За два с половиной года работы компания отказала десяткам потенциальных клиентов, требования которых не смогла удовлетворить.
В интернете компания неоднократно становилась объектом негативных высказываний в связи с продажей французских колясок Tiralo, в которых можно плавать в воде. По мнению людей, это признак того, что «люди с жиру бесятся».